# Berk Uğurlu

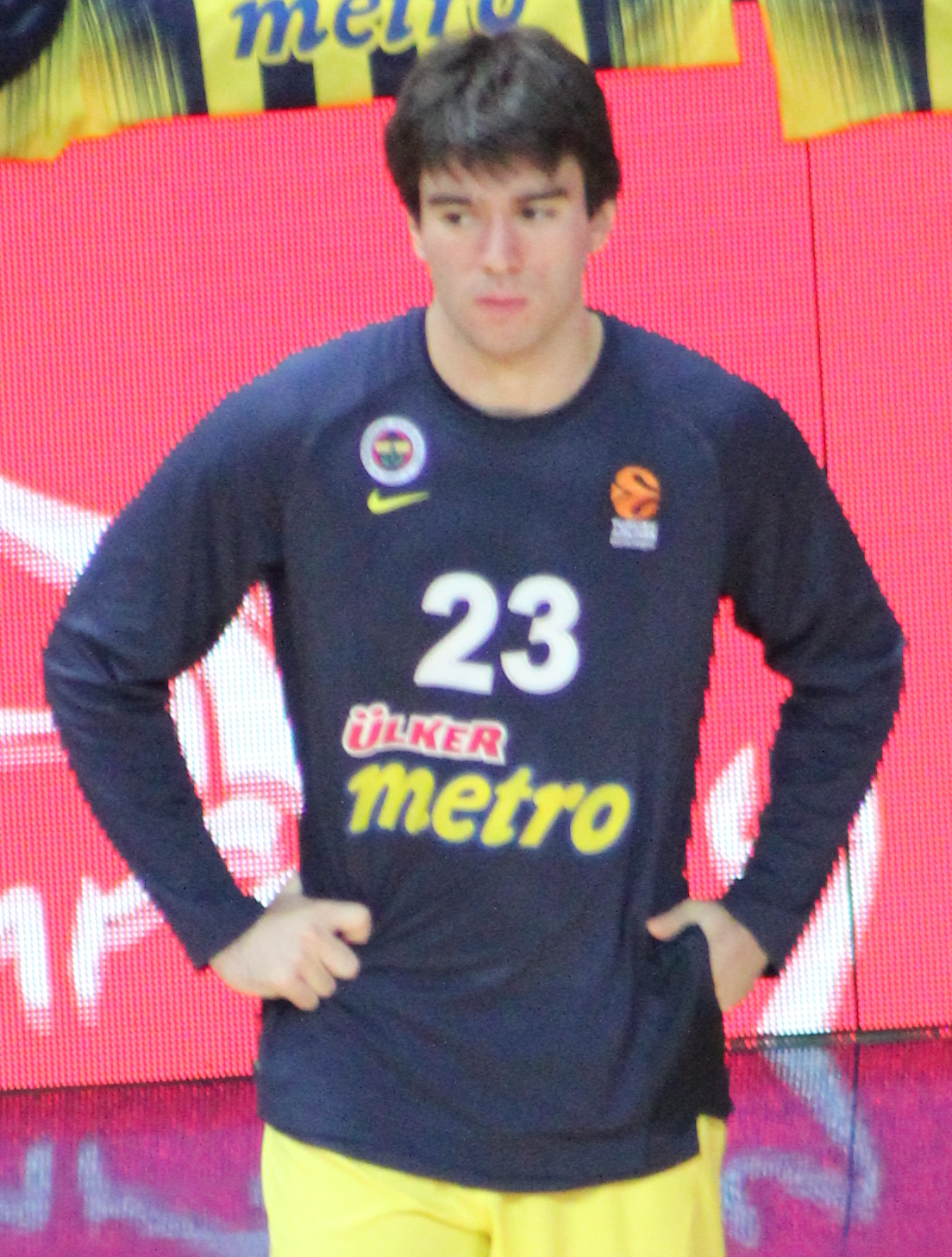

Berk İbrahim Uğurlu (Şişli, 27 aprile 1996) è un cestista turco.

## Carriera
Il 3 luglio 2017 firma in prestito al Pinar Karşıyaka, venendo riscattato l'anno seguente.

## Palmarès
- Campionato turco: 3

Fenerbahçe Ülker: 2013-14
Fenerbahçe: 2015-16, 2016-17
- Coppa di Turchia: 2

Fenerbahçe Ülker: 2012-13, 2016
- Coppa del Presidente: 2

Fenerbahçe Ülker: 2013
Fenerbahçe: 2016
- Eurolega: 1

Fenerbahçe: 2016-17